# بحر ميرتون
بحر ميرتون (باليونانية:Mυρτώο Πέλαγος, Myrtöo Pelagos) يُعد فرع من البحر الأبيض المتوسط بين كيكلادس وبيلوبونيز. يُوصف البحر على أنه جزء من بحر إيجة إلى الجنوب من وابية وأتيكا وأرغوليذا. يتصل جزء من البحر الميت ببحر ميرتون عبر بحر إيجة.
يقع خليج سارونيك بين قناة كورنث وبحر ميرتون.

## وصلات خارجية
- MYRTOUM mare